# L'Infini
L'Infini (Nederlands: Het oneindige) is een Frans literair tijdschrift en een boekenreeks. Het kwartaaltijdschrift werd in 1983 door Philippe Sollers (1936-2023) opgericht als opvolger van Tel Quel. De gelijknamige boekenreeks ging een jaar later van start. Zowel het tijdschrift, dat gewoonlijk de omvang heeft van een boekwerk, als de boekenreeks worden uitgegeven door Éditions Gallimard. Het is niet duidelijk of L'Infini na de dood van Sollers zal worden voortgezet.

## Tijdschrift
In het hoofdartikel van het eerste nummer, gedateerd winter 1983, werd de titel van het tijdschrift toegelicht. Het bleek om een citaat van de Duitse filosoof Hegel te gaan: "Het oneindige, de bevestiging, als ontkenning van de ontkenning...", waarna verder nog Borges, Lautréamont, Bataille en Dante werden aangehaald. De ondertitel luidde: "Literatuur, filosofie, kunst, wetenschap, politiek". De eerste editie bevatte verder een uittreksel uit de roman Paradis van Sollers. Het tijdschrift bevatte 128 pagina's, had een min of meer vierkant formaat, was rijk geïllustreerd en koste 54 francs.
De eerste jaren werd het tijdschrift uitgegeven door Denoël, vanaf 1987 door Gallimard. De frequentie van het tijdschrift was vanaf het begin driemaandelijks. De eerste nummers kwamen nog tot stand zonder redactiecommissie; de oprichter Philippe Sollers werd alleen bijgestaan door Marcelin Pleynet, die van 1962 tot 1982 redactiesecretaris van Tel Quel was geweest. Regelmatige bijdragen werden geleverd door onder anderen: Norman Mailer, Franz Rosenzweig, Cees Nooteboom, Julia Kristeva, Milan Kundera, Doris Lessing, Fernando Arrabal, Enrique Vila-Matas, Marcelin Pleynet, Stéphane Mosès, Alain Finkielkraut, Bernard-Henri Lévy, Laurent Dispot, René Girard, Pierre Guyotat, Daniel Sibony en Jeffrey Mehlman.
Een controversiële editie verscheen in de herfst van 1997 (n° 59), getiteld La question pédophile ("de kwestie pedofilie"), met bijdragen van Renaud Camus, Marie Darrieussecq, Annie Ernaux, Michel Houellebecq, Mathieu Lindon, Gabriel Matzneff, Dominique Noguez, Michel Onfray en René Schérer.
In 2017 verscheen het tijdschrift voor het laatst als kwartaalblad. Daarna verschenen nog enkele halfjaarlijkse en jaarlijkse edities; de laatste in het voorjaar van 2022, een jaar voor het overlijden van Sollers.

## Boekenreeks
Vanaf 1984 werd door Philippe Sollers tevens, eerst bij Denoël, daarna bij Gallimard, een boekenreeks onder de titel "Collection L'Infini" uitgegeven. In totaal verschenen binnen deze reeks 243 titels van onder anderen: Marc-Édouard Nabe, Philippe Muray, Jean-Jacques Schuhl, Jacques Henric, Pierre Bourgeade, François Meyronnis, Yannick Haenel, Frédéric Berthet, David di Nota, Marc Pautrel, Clément Rosset, Stéphane Zagdanski, Alexandre Duval-Stalla, Chantal Thomas, Thomas Ravier, Cécile Guilbert, Bernard Sichère, Alessandro Mercuri, Steven Sampson, Gabriel Matzneff en Éric Marty.